# Saccopteryx canescens
Saccopteryx canescens — є одним з видів мішкокрилих кажанів родини Emballonuridae.

## Поширення
Країни поширення: Бразилія, Колумбія, Еквадор, Французька Гвіана, Гаяна, Перу, Суринам, Венесуела. Він широко поширений на низьких висотах, як правило, нижче 500 м. Використовує для полювання галявини і коридори серед лісів. Цей вид повітряний комахоїдний.

## Загрози та охорона
Загалом, вирубка лісів являє собою потенційну загрозу. Зустрічається в деяких охоронних територіях.